# Puntius bantolanensis
Puntius bantolanensis es una especie de peces de agua dulce de la familia Cyprinidae.

## Morfología
Los machos pueden llegar alcanzar los 12,4 cm de longitud total.

## Hábitat
Es un pez de agua dulce.

## Distribución geográfica
Se encuentra en el lago Manguao (norte de Palawan, Filipinas ).